# Foro de la Franja y la Ruta (2017)
El Foro de la Franja y la Ruta para la Cooperación Internacional se celebró del 14 al 15 de mayo de 2017 en Pekín, con de 28 jefes de Estado y representantes de más de 130 países y 70 organizaciones internacionales. Es el primer evento diplomático en el calendario diplomático chino del año y el evento internacional de más alto perfil que promueve la Iniciativa de la Franja y la Ruta.

La Iniciativa de la Franja y la Ruta y la Agenda 2030 [...] tienen como objeto incrementar las conexiones entre los países y las regiones: conexiones en la infraestructura, en el comercio, en las finanzas, en las políticas y, lo que quizás revista mayor importancia, entre los pueblos.
Antonio Guterres

### Jefes de Estado y de Gobierno
Asisten al foro 29 jefes de Estado y de Gobierno. 
- Primer ministro Beata Szydło de Polonia
- Primer Ministro Viktor Orbán de Hungría
- Primer ministro Aleksandar Vučić de Serbia
- Primer ministro Alexis Tsipras de Grecia
- Primer ministro Paolo Gentiloni de Italia
- Primer ministro Mariano Rajoy de España
- Primer ministro Hailemariam Desalegn de Etiopía
- Primer ministro Nawaz Sharif de Pakistán
- Primer ministro Ranil Wickremesinghe de Sri Lanka
- Primer ministro Jargaltulgyn Erdenebat de Mongolia
- Primer ministro Hun Sen de Camboya
- Primer ministro Najib Razak de Malasia
- Primer ministro Frank Bainimarama de Fiyi
- Consejera Estatal Aung San Suu Kyi de Myanmar
- Presidente Rodrigo Duterte de Filipinas
- Presidente Trần Đại Quang de Vietnam
- Presidente Joko Widodo de Indonesia
- Presidente Bounnhang Vorachith de Laos
- Presidente Uhuru Kenyatta de Kenia
- Presidente Vladímir Putin de Rusia
- Presidente Aleksandr Lukashenko de Bielorrusia
- Presidente Nursultan Nazarbayev de Kazajistán
- Presidente Shavkat Mirziyoyev de Uzbekistán
- Presidente Almazbek Atambayev de Kirguistán
- Presidente Recep Tayyip Erdoğan de Turquía
- Presidente Miloš Zeman de la República Checa
- Presidente Doris Leuthard de Suiza
- Presidente Mauricio Macri de Argentina
- Presidenta Michelle Bachelet de Chile

### Jefes de organizaciones internacionales
- Secretario General de las Naciones Unidas, Antonio Guterres
- Presidente del Banco Mundial, Jim Yong Kim
- Directora General del Fondo Monetario Internacional, Christine Lagarde
- Director General de la Agencia Internacional de las Energías Renovables, Adnan Z. Amin
- Presidente Ejecutivo del Foro Económico Mundial, Klaus Schwab

### Nivel ministerial
La revista en línea The Diplomat documenta la siguiente lista incompleta de asistentes a nivel ministerial. 
- Afganistán: Delegación a nivel ministerial no especificada
- Australia: Ministro de Comercio, Steve Ciobo
- Azerbaiyán: Ministro de Economía Shahin Mustafayev
- Bangladés: Delegación a nivel ministerial no especificada
- Brasil: Secretario de Asuntos Estratégicos Hussein Ali Kalout
- Egipto: Ministro de Comercio e Industria Tarek Kabil
- Finlandia: Ministro de Transportes y Comunicaciones, Anne Berner
- Alemania: Ministra de Asuntos Económicos Brigitte Zypries
- Irán: Ministro de Economía y Finanzas Alí Tayebniá
- Kuwait: Ministro de los asuntos de Amiri Diwan Jeque Nasser Sabah Al-Ahmad Al-Jaber
- Maldivas: el ministro de Economía, Mohamed Saeed
- Rumania: vice primer ministro y Ministro de Medio Ambiente Gratiela Gavrilescu
- Nepal: El vice primer ministro y ministro de Finanzas, Krishna Bahadur Mahara
- Nueva Zelanda: Ministro de Ciencia e Innovación Paul Goldsmith
- Corea del Norte: Ministro de Relaciones Económicas Exteriores Kim Yong-jae
- Arabia Saudita: Ministro de Energía, Industria y Recursos Minerales Khalid Al-Falih
- Singapur: Ministro de Desarrollo Nacional y Segundo Ministro de Finanzas Lawrence Wong
- Siria: delegación no específica a nivel ministerial
- Tailandia: Ministro de Asuntos Exteriores Don Pramudwinai, Ministro de Transporte Arkhom Termpittayapaisith, Ministro de Comercio Apiradi Tantraporn, Ministro de Economía y Sociedad Digital Pichet Durongkaveroj, y Ministro de Ciencia y Tecnología Atchaka Sibunruang
- Túnez: Ministro de Cultura, Mohamed Zine El-Abidine
- Emiratos Árabes Unidos: Ministro de Estado y CEO del Grupo de ADNOC Dr. Sultan Ahmed Al Jaber
- Reino Unido: Canciller de la Hacienda Philip Hammond